# 陈叔穆
陳叔穆（？－605年后），字子和，陳宣帝陈頊第二十三子。

## 母
杨姬，陈宣帝的妃嫔。

## 生平
至德元年（583年）十月丁酉日，陳后主立陳叔穆为西阳王，師事虞世南。祯明三年（589年），陈朝灭亡，陳叔穆入隋。在长安去世。